# Acquasale
El acquasale, también conocido como acquasala, es un plato típico del sur de Italia, particularmente de Apulia, Cilento, Calabria y Basilicata, que consiste en bizcochos de pan (pane biscottato) aderezados con abundante aceite de oliva, sal, orégano, tomate y otros alimentos.

## Preparación
El acquasale es un plato humilde, fácil y rápido de preparar, tradicionalmente consumido por pescadores y campesinos durante sus jornadas laborales. Generalmente, se prepara remojando el pan abizcochado en agua y luego sazonándolo con sal gruesa, aceite de oliva virgen extra, tomate y orégano. Puede servirse como antipasto, como segundo plato o incluso como plato único, especialmente cuando se enriquece con otros ingredientes.
En Basilicata, el acquasale se prepara también añadiendo huevo y peperoni cruschi (pimientos secos fritos en aceite caliente) o salami en lugar de tomate. En Calabria, existen variantes con brócoli y embutidos o con espárragos y huevo.